# 芹澤信雄
芹澤 信雄（せりざわ のぶお 1959年11月10日 -　）は静岡県御殿場市出身のプロゴルファー。サンエー・インターナショナル所属。兄は俳優の芹澤名人。趣味はスキー（高校時代に国体に出場したことがあるほど）。既婚。2児の父。

## 主な来歴
- スキーのための体力づくりで始めたキャディーのアルバイトからゴルファーに。18歳からゴルフを始め、1982年にプロテストに合格する。
- 近年は、宮本勝昌や藤田寛之などと共に、自身を中心としたグループ「TEAM SERIZAWA」を結成し、互いに切磋琢磨しあうだけに留まらず、ジュニアレッスン会を始めとした様々なゴルフイベントを開催している。
- 最近は実兄の芹澤名人がキャディーを引き受ける事が多い。信雄が優勝した際には兄弟で喜びを分かち合った。
- 1989年、ベストドレッサー賞（スポーツ・芸能部門）を受賞した。
- 1996年、第22回 日本プロゴルフマッチプレー選手権でメジャー大会初優勝。
- 2000年、第8回 東建コーポレーションカップ優勝。
- 2009年、PGAシニアツアーデビュー。“目指すはシニア賞金王”と公言して挑んでいる。
- 2010年、第3回 富士フイルムシニアチャンピオンシップでシニアツアー初優勝。

## レギュラー番組
芹澤自身の名を冠したテレビ番組も何本か作られ、レギュラーとして出演している。いずれもゴルフを題材にしたバラエティー番組である。

### 現在レギュラー出演中のテレビ番組
- TEAM SERIZAWA（ゴルフネットワーク。毎月第2・第4日曜日）
- 芹澤信雄のゴルフアカデミー（2015年2月 - 、WOWOW） - 出演：芹澤信雄、里崎智也、梨衣名
- 趣味どきっ!「チーム芹澤ゴルフで90切り」（2015年8月 - 9月（全9回）、NHK Eテレ） - 講師

### 過去にレギュラー出演したテレビ番組
中村雅俊・芹澤信雄のゴルフ熱中塾
かつてテレビ東京で放映されていたゴルフ番組。芸能人や著名人などのゲストを招き、ゴルフの対戦をする。対戦だけでなく、ゴルフに関してはアマチュアであるゲストやレギュラーの中村に対して、芹澤自身がワンポイントレッスンを行うこともあった。
芹澤信雄&東尾理子のゴルフショウダウン
かつてテレビ東京で放映されていたゴルフ番組。毎回ゲストを招いてゴルフの対戦をするが、ゲストは一般人のアマチュアゴルファーであるのが「ゴルフ熱中塾」と違う点である。放送期間・時間は2001年10月6日から2002年3月30日は10:30 - 10:55、2002年4月6日から2006年3月25日は12:00 - 12:25であった。
上記の2番組で、兄弟共演を果たしている。
芹澤信雄のゴルフ熱中塾2
かつてテレビ東京で放映されていたゴルフ番組。1998年3月まで毎週土曜11:30に放送した。ゴルフ5協賛のゴルフ番組だった。

## CM
- マルマン ゴルフクラブ（1988年）
- シスコ シスコーン（1988年）
- ダイハツ アプローズ（1990年）

## 連載
- 芹澤信雄のこれからのゴルフ〜頑張れ!団塊世代〜（デイリースポーツ）
- 芹澤信雄先生の「ゴルフの強化書」（2015年4月～2016年3月 中日スポーツ・東京中日スポーツ）

## ゲーム
- 芹沢信雄のバーディトライ（1992年12月4日 スーパーファミコン）
東宝発売。兄の芹澤名人がたけし軍団であったこともあり、ガダルカナル・タカ、ラッシャー板前と共に兄弟揃って実名で本作に参加している。たけし軍団の個性が表れていない作品ではあり、ボールの軌道を細かく追うような表現など若干挙動はおかしいものの、比較的淡々とゲームが進行するオーソドックスなゴルフゲームである[1]。
アメリカ合衆国発売版では、キャラクターを変更した『Mecarobot Golf』のタイトルで発売された。芹澤自身はロボットに、たけし軍団は金髪の美女にと、全く違ったものに置き換えられている[2]。